# Gracie Challenge
O Gracie Challenge foi um desafio de convite aberto lançado por membros da família Gracie, representando seu sistema de autodefesa do Gracie Jiu-Jitsu contra lutadores de outros estilos de artes marciais em uma luta de vale tudo.
Um precursor do Ultimate Fighting Championship (UFC), o objetivo desses desafios era provar a eficácia do estilo Gracie Jiu-Jitsu sobre todos os outros estilos de artes marciais em uma era anterior ao advento das "artes marciais mistas". Desafios foram lançados desde que Carlos Gracie fez um pela primeira vez na década de 1920; alguns foram eventos públicos e outros permaneceram privados.

## História
O Gracie Challenge foi lançado pela primeira vez pelo então judoca Carlos Gracie na década de 1920 para promover e desenvolver o estilo do jiu-jitsu brasileiro do Gracie, e como uma tentativa de mostrar que ele era superior a outros estilos de artes marciais. As lutas normalmente apresentavam um Gracie menor contra um oponente mais pesado e / ou mais atlético, e se tornaram cada vez mais populares. Carlos, e mais tarde seu irmão Hélio Gracie e os dois filhos desses homens, derrotaram artistas marciais de diversos estilos como boxe, judô, caratê e luta livre, mas tiveram poucas (e históricas) derrotas. Euclydes Hate, conhecido como Mestre Tatu, criador da luta livre esportiva (uma variante do catch wrestling) venceu George Gracie. Anos depois, em 1968, um de seus alunos, Euclides Pereira, derrotou Carlson Gracie.

### Hélio Gracie vs Masahiko Kimura

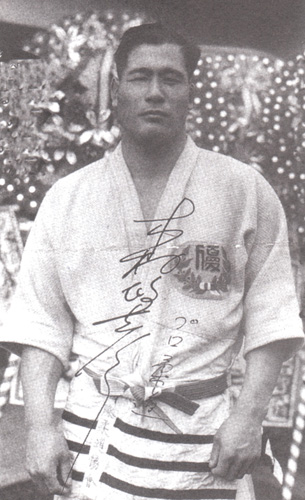
Masahiko Kimura, um ano antes da luta com Hélio Gracie.

Hélio Gracie lançou um desafio a um judoca muito elogiado chamado Masahiko Kimura. Um acordo foi feito sob o que seria conhecido como "Regras Gracie" através do Desafio Gracie que arremessos e quedas não contariam para a vitória; apenas a submissão ou perda de consciência o faria. Isso jogou contra as regras do judô em que quedas e arremessos podem conceder a alguém uma vitória. Kimura derrotaria Hélio em 14 minutos. Kimura quebrou o braço de Hélio durante a partida com um ude-garami reverso após aplicar uma série de finalizações. De acordo com Kimura em seu livro "My Judo", ele creditou Hélio Gracie como sendo 6º dan judoca na época de sua luta com ele em 1951.

### Fadda Academy vs Gracie Academy

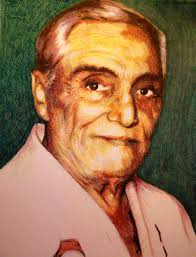
Oswaldo Fadda.

Em 1951, o instrutor de jiu-jitsu Oswaldo Fadda lançou um desafio à Gracie Academy para provar seu valor. O concurso foi proposto por meio do jornal O Globo, a publicação mais popular do Brasil. 
“Queremos desafiar os Gracies. Nós os respeitamos como adversários formidáveis que são, mas não os tememos. Temos 20 alunos prontos para a disputa”. —Oswaldo Fadda
Hélio Gracie aceitou o desafio de fazer com que seus alunos enfrentassem o de Fadda e as lutas aconteceram na Academia Gracie. A equipe de Fadda venceu, aproveitando melhor seus conhecimentos de chave de pé, algo que os Gracies careciam e desaprovavam desde então, chamando-a de “técnica suburbana”. O ponto alto da competição foi quando o pupilo de Fadda, José Guimarães, sufocou o aluno de Gracie “Leônidas” até ficar inconsciente.

### Mestre vs Pupilo
Em 1952, Hélio enfrentaria o ex-aluno Valdemar Santana, que em uma luta de 3 horas e 45 minutos derrotaria Hélio. Santana nocauteou Hélio com um chute na cabeça. Esta seria a última das lutas de Hélio que envolveram trocação (ou seja, luta em pé).

### Gracie Challenge chega em solo americano
O Gracie Challenge se tornou lendário nos Estados Unidos quando Rorion Gracie se mudou para este país para ensinar jiu-jitsu brasileiro. Para proover esta arte marcial, Rorion manteve a tradição da família e regularmente fazia desafios em suas instalações.
Especula-se que logo após receber sua faixa-preta, Royce lançou um "Desafio Gracie" em que os competidores o enfrentariam em uma disputa sem regras, vencida por finalização ou nocaute, com um prêmio de $ 100.000.

#### As Lutas que nunca ocorreram

##### vs Benny Urquidez
Em 1994, os Gracie desafiaram o grande artista marcial Benny Urquidez. O próprio Royce Gracie declarou em uma entrevista: "Não foi realmente um desafio de US$ 100.000. Meu irmão Rorion teve um grande problema com um dos grandes kickboxers americanos. Alguém ia fazer o comentário do capítulo e eles ligaram para meu irmão e perguntaram se ele queria enfrentá-lo. Disse que enfrentaria qualquer um no vale tudo. Meu irmão já havia enfrentado e vencido ele antes. Disse a eles para perguntarem se sabiam quem ele estava enfrentando como ele deveria saber quem ele estava enfrentando."

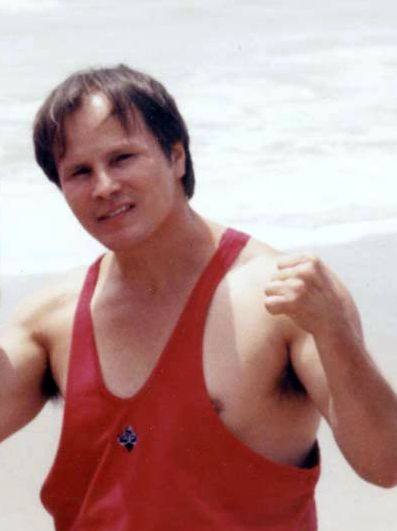
Benny Urquidez em 1998.

Urquidez fingiu não saber quem eram os Gracies, então eles fizeram uma aposta para colocar US$100.000 cada um para lutar. Urquidez mais tarde desistiu da aposta e supostamente disse que não queria colocar seu dinheiro em disputa e, em vez disso, colocou o cinturão do campeonato de kickboxing no lugar dos US$100.000 e que se Royce Gracie ganhasse, ele se tornaria o campeão mundial de kickboxing.
No entanto, existem versões contraditórias do desafio com Urquidez. De acordo com uma entrevista com Urquidez, os Gracies foram à sua escola e o desafiaram para uma luta. Benny concordou em lutar sob as regras dos Gracies e pediu tempo para treinar e para que a luta fosse travada em um local neutro. Quando os Gracies descobriram que Benny era um grappler competente e vinha treinando por muitos anos com a lenda do grappling Gene LeBell e Gokor Chivichyan, eles, supostamente, desistiram da luta.
Em resposta, em novembro de 1994, Royce Gracie escreveu um artigo de ataque impresso na revista Black Belt intitulado "Mensagem para Urquidez: Ações falam mais alto que palavras", no qual ele expressou seus problemas com Urquidez, criticando Urquidez por não se submeter às exigências dos Gracies por uma luta; Gracie alegou que Rorion havia dominado Urquidez em um treino na academia Jet Center da Urquidez em 1978, derrubando-o "várias vezes" sem ser tocado. Embora Gracie afirmasse que "foi assim que começou toda a rivalidade entre Gracie e Benny", ele acusou Urquidez de ter dito que iria "ajudar Rorion", mas não cumpriu a oferta. Ele também afirmou que Urquidez só queria lutar nas regras do kickboxing, para diminuir a chance de ser derrotado, e que Rorion recusou alegando que ele "não era um kickboxer". Nenhuma das alegações de Gracie foi verificada de forma independente.
Benny confirma que foi desafiado por Royce, mas que rejeitou por estar aposentado.

##### vs Gene LeBell
Outro episódio que poderia ser incluído no desafio Gracie ocorreu quando os Gracies desafiaram o grappler Gene LeBell. Os Gracies queriam combinar Rickson Gracie com o mestre de grappling, lutador profissional e dublê americano. LeBell, que tinha quase 60 anos na época, respondeu que Rickson era muito mais jovem (27 anos à época, diferença de cerca de 33 anos) do que ele e que, em vez disso, lutaria com Hélio Gracie, que tinha uma idade mais próxima da dele (então com 80, 20 anos de diferença). Diante dessa resposta, os Gracies aceitaram o desafio com a condição de que Gene LeBell baixasse seu peso para a categoria de 140 libras de Hélio Gracie, de 80 anos. Nesse ponto, Gene LeBell supostamente não aceitou a contra-oferta porque pesava cerca de 200 libras e nunca poderia chegar a 140 libras.
Um ponto interessante é que Helio lutou contra oponentes consideravelmente mais pesados e sustentou que o Gracie jiu-jitsu foi feito para um homem menor derrotar um homem maior.

##### vs Chris Dolman
O multi-campeão de judô, sambo e wrestling Chris Dolman desafiou os Gracies várias vezes durante sua passagem pelo Fighting Network Rings, mas eles nunca responderam às suas cartas.

#### Desafio feito = Desafio aceito

##### Sakuraba "The Gracie Hunter"

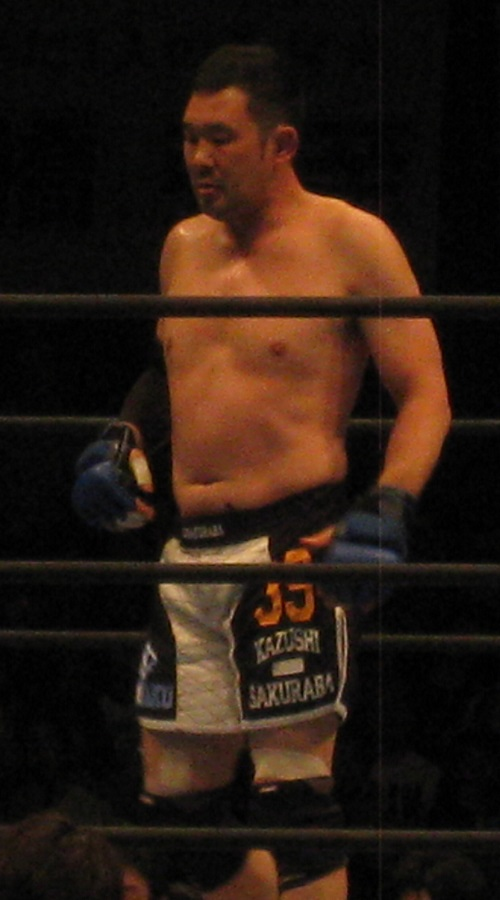
Sakuraba em 2013.

Depois de derrotar Anthony Macias no Pride 7 , Kazushi Sakuraba enfrentou Royler Gracie pelo Pride 8 , que já havia conquistado Yuhi Sano, companheiro de estábulo de Sakuraba. Isso marcou a maior vantagem de peso de Sakuraba em sua carreira até o momento (sendo cerca de 13 quilos a mais do que Royler). Royler, incapaz de marcar uma queda ou golpear efetivamente de uma posição em pé, permaneceu no chão em um esforço para atrair Sakuraba para uma competição voltada para o grappling, enquanto Sakuraba, em pé, acertou chutes violentos nas pernas, coxas e cabeça de Royler. Eventualmente, com menos de dois minutos restantes, Sakuraba finalmente enfrentou Royler no chão, logo o prendendo em uma chave de cotovelo conhecida como Ude Garami ou chave de pulso de topo duplo. Como Sakuraba torceu na finalização, o árbitro interveio com 1 minuto e 44 segundos restantes no relógio, encerrando a disputa e concedendo a vitória de Sakuraba por nocaute técnico. A vitória de Sakuraba sobre Royler constituiu a primeira derrota de um Gracie na luta profissional em várias décadas e, como tal, causou choque e controvérsia na comunidade de artes marciais mistas. Alguns protestaram que a vitória foi manchada devido ao fato de que Royler (embora colocado em um golpe de finalização debilitante) nunca concedeu a derrota e estava a poucos segundos do sino final quando a luta foi interrompida. É importante notar que o últimoAtleta japonês para derrotar um Gracie antes da vitória de Sakuraba contra Royler, o lendário judoca Masahiko Kimura , havia usado a mesma técnica de judô que Sakuraba utilizou para derrotar Royler. Naquela época, o destinatário era o pai de Royler, Helio Gracie , que, como Royler, também se recusou a se submeter, mas também perdeu.
Enquanto a mídia de luta japonesa se regozijava e elevava Sakuraba ao status de superstar, a família Gracie ficou muito ressentida com o incidente, sentindo que havia sido enganada pelo Orgulho. Compelido a esclarecer as coisas e reafirmar o domínio de sua família, o irmão mais novo de Royler e ex-campeão do UFC Royce Gracieretornou ao esporte de artes marciais mistas em 2000 e entrou no Grande Prêmio do Orgulho de 16 homens ao lado de Sakuraba e vários outros lutadores da época. Colocado do mesmo lado da chave, um conjunto especial de regras foi solicitado pelos Gracies no caso de uma partida Sakuraba-Royce, incluindo nenhuma paralisação do árbitro e sem limites de tempo, a luta terminando apenas no caso de uma finalização ou suprimir. Em sua primeira luta no torneio Pride de 2000, Sakuraba mais uma vez se viu confrontado com um oponente mais pesado, desta vez o famoso lutador de 205 libras, o ex-Rei do Pancrase Guy Mezger . Depois de uma disputa acirrada de 15 minutos, os juízes solicitaram uma rodada de prorrogação, e a luta terminou em polêmica quando o técnico de Mezger, Ken Shamrockforçou seu lutador a voltar para o vestiário, alegando que nenhuma rodada adicional havia sido acordada no contrato. Sakuraba acabou vencendo a partida por desistência. Enquanto isso, Royce derrotou Nobuhiko Takada por decisão unânime e, assim, preparou o terreno para o tão esperado confronto.
Nas quartas de final do torneio, Royce e Sakuraba lutaram por uma hora e meia (seis rodadas de 15 minutos). Sakuraba quase terminou a partida com uma joelhada no final do primeiro round. À medida que o confronto se estendia, as próprias regras sem limite de tempo do Gracie começaram a funcionar contra Royce, já que as habilidades de luta e equilíbrio de Sakuraba anulavam a capacidade de Royce de derrubar e, em alguns casos, até puxar para a guarda. Até o sempre presente jiu-jitsu gi de Roycetornou-se uma arma para o lutador usar contra ele enquanto Sakuraba a usava para ajudá-lo a controlar Gracie nas instâncias em que a luta chegava ao chão. No entanto, com o controle da derrubada por Sakuraba, esses casos de guerra terrestre tornaram-se cada vez mais esporádicos. Após a batalha de 90 minutos de punição de chutes nas pernas , o irmão de Royce, Rorion, jogou a toalha. Sakuraba perderia uma revanche com Royce em 2007, embora Royce tenha testado positivo para esteróides ilegais após a luta e foi suspenso por seis meses.
Antes da luta, havia especulações de que a luta era em grande parte pessoal, com Royce procurando vingar seu irmão e Sakuraba tentando expiar as derrotas de seu companheiro de estábulo e justificar o wrestling profissional e a UWFi de uma vez por todas. No entanto, após a paralisação, Royce e Sakuraba se abraçaram no ringue. Gracioso na vitória. Exausto de sua batalha com Royce, Sakuraba surpreendeu muitos quando saiu do vestiário para as semifinais do torneio. Seu oponente, Igor Vovchanchyn, o superou em quase cinquenta quilos (Sakuraba havia entrado na luta com Royce mais leve que o normal, com 176 quilos) e foi considerado o melhor atacante peso pesado do dia. Sakuraba surpreendeu muitos ao derrubar Vovchanchyn e quase finalizá-lo com um armlock. Sakuraba na verdade liderava a luta além da marca de 10 minutos, mas perto do final Igor conseguiu reverter uma queda e empatar o primeiro round mesmo com rebatidas no chão. Após o primeiro turno foi declarado um empate o canto do Sakuraba jogou a toalha antes do início da prorrogação, primitivo devido ao cansaço.
Após o Grande Prêmio, Sakuraba foi batizado de "Gracie Hunter" pela mídia esportiva japonesa. Acompanhando seu novo apelido, Sakuraba imprensou uma vitória rápida via chave de Aquiles contra Shannon Ritch entre as lutas contra os irmãos Renzo Gracie e Ryan Gracie . Ao contrário de Royler e Royce, Renzo e Ryan eram produtos da abordagem de Carlson Gracie ao jiu-jitsu, que dava mais ênfase às habilidades prontas para o combate e ao treinamento sem kimono .
No momento de sua luta contra o Sakuraba, a única derrota de Renzo em 10 lutas foi uma decisão bastante contestada para o ex- companheiro de equipe e rival de Sakuraba na UWFi , Kiyoshi Tamura, enquanto Maurice Smith, Oleg Taktarov e o campeão de Abu Dhabi Sanae Kikuta estavam entre suas vítimas. As diferenças estilísticas de Renzo em relação aos primos ficaram evidentes desde o início da luta contra o Sakuraba, que acelerou o ritmo da luta com diversos chutes e socos, embora poucos acertassem. Sakuraba respondeu na mesma moeda, e o golpe pareceu um impasse. Jogando sua lutana equação, Sakuraba cronometrou uma série de quedas de perna dupla e única contra as rajadas de Renzo, de onde ele tentava alternadamente dar cambalhotas pela guarda de Gracie, difamar suas pernas com chutes em pé e até mesmo atacar com um dropkick baixo . No entanto, as habilidades defensivas de Renzo anularam toda a gama de tentativas ofensivas de Sakuraba até que meros segundos restassem na batalha e os competidores se encontrassem pressionados contra o esticador. Sakuraba travou em uma kimura e girou, jogando Renzo na tela enquanto ele torcia o braço para trás. Como Royler e Helio antes dele, Renzo recusou-se a submeter-se ao golpe apesar do cotovelo ter sido partido antes de atingir o solo e, mesmo quando o árbitro interrompeu a luta devido à lesão, que deu a vitória a Sakuraba. Com o braço na tipóia, Renzo pegou o microfone e, diante dos 35.000 fãs reunidos no Seibu Dome, afirmou que Sakuraba era "a versão japonesa da família Gracie". Desde então, Renzo se referiu à luta como seu momento de maior orgulho no MMA, devido à sua recusa em se submeter devido a uma lesão.
Ryan Gracie, que lutou no mesmo card e saiu vitorioso, lançou um desafio para Sakuraba e os dois foram posteriormente agendados para se encontrarem no Pride 12 - Cold Fury. Devido a uma lesão no ombro, a luta foi limitada a um único round de 10 minutos, onde os esforços vigorosos de Ryan foram geralmente frustrados e controlados por Sakuraba, que visivelmente evitou ataques no braço machucado de seu oponente mais jovem.

##### Wallid Ismail
Wallid Ismail, várias vezes campeão de jiu-jitsu e faixa-preta de Carlson Gracie, derrotou quatro membros da famosa família Gracie em competição, representando seu mestre em uma rixa intrafamiliar que existiu entre Carlson e Hélio Gracie.
Na luta contra Royce Gracie em 1998, Ismail foi o único que aceitou as condições que Royce propôs para a luta, como não pontuar e não ter limite de tempo, tornando a luta apenas vencível por finalização. A luta durou quatro minutos e cinquenta e três segundos, até que Wallid derrotou Royce com uma finalização conhecida como "Relógio", ou "Clock Choke", um movimento associado a Wallid desde então. Após a vitória, Wallid disse que se o time de Royce quisesse uma revanche teria que pagar US $ 200.000,00, valor que nem mesmo os Gracies haviam recebido no UFC naquela época.

##### A polêmica luta contra Hidehiko Yoshida - Derrota se transforma em um no-contest

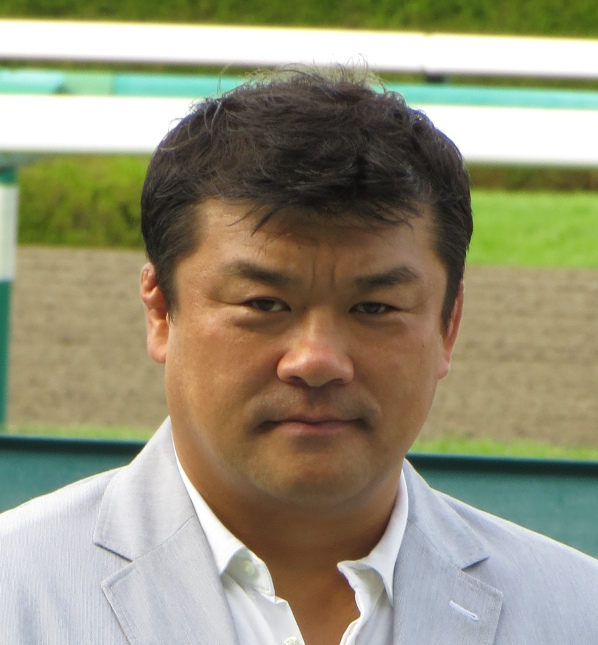
Hidehiko Yoshida em 2013.

Hidehiko Yoshida, atleta olímpico da medalha de ouro do judô, estreou pelo Pride FC em uma luta de luta livre contra o pioneiro das artes marciais mistas (MMA) Royce Gracie no Pride Shockwave em 2002. A luta terminou quando Yoshida alegou que Royce havia desistido, após ficar preso em um mata-leão. No entanto, Gracie contestou a paralisação e a luta foi posteriormente considerada como no-contest, quando a família jurou nunca mais lutar pelo Pride se a vitória não se transformasse em no-contest. O PRIDE aceitou suas demandas.